# Mediaster
Genre
Mediaster est un genre d'étoiles de mer de la famille des Goniasteridae.

## Liste d'espèces
| Selon World Register of Marine Species (26 septembre 2019) : ... - Mediaster aequalis Stimpson, 1857 - Mediaster arcuatus (Sladen, 1889) - Mediaster australiensis H.L. Clark, 1916 - Mediaster bairdi (Verrill, 1882) - Mediaster boardmani (Livingstone, 1934) - Mediaster brachiatus Goto, 1914 - Mediaster capensis H.L. Clark, 1923 - Mediaster dawsoni McKnight, 1973 - Mediaster elegans Ludwig, 1905 - Mediaster gartrelli H.E.S. Clark, 2001 - Mediaster mollis Mah, 2018 - Mediaster murrayi Macan, 1938 - Mediaster ornatus Fisher, 1906 - Mediaster pedicellaris (Perrier, 1881) - Mediaster praestans Livingstone, 1933 - Mediaster roanae Mah, 2018 - Mediaster setosus Mah, 2018 - Mediaster sladeni Benham, 1909 - Mediaster tenellus Fisher, 1905 - Mediaster transfuga Ludwig, 1905 | Selon ITIS (26 décembre 2013) : - Mediaster aequalis Stimpson, 1857 - Mediaster bairdi (Verrill, 1882) - Mediaster elegans Ludwig, 1905 - Mediaster tenellus Fisher, 1905 |

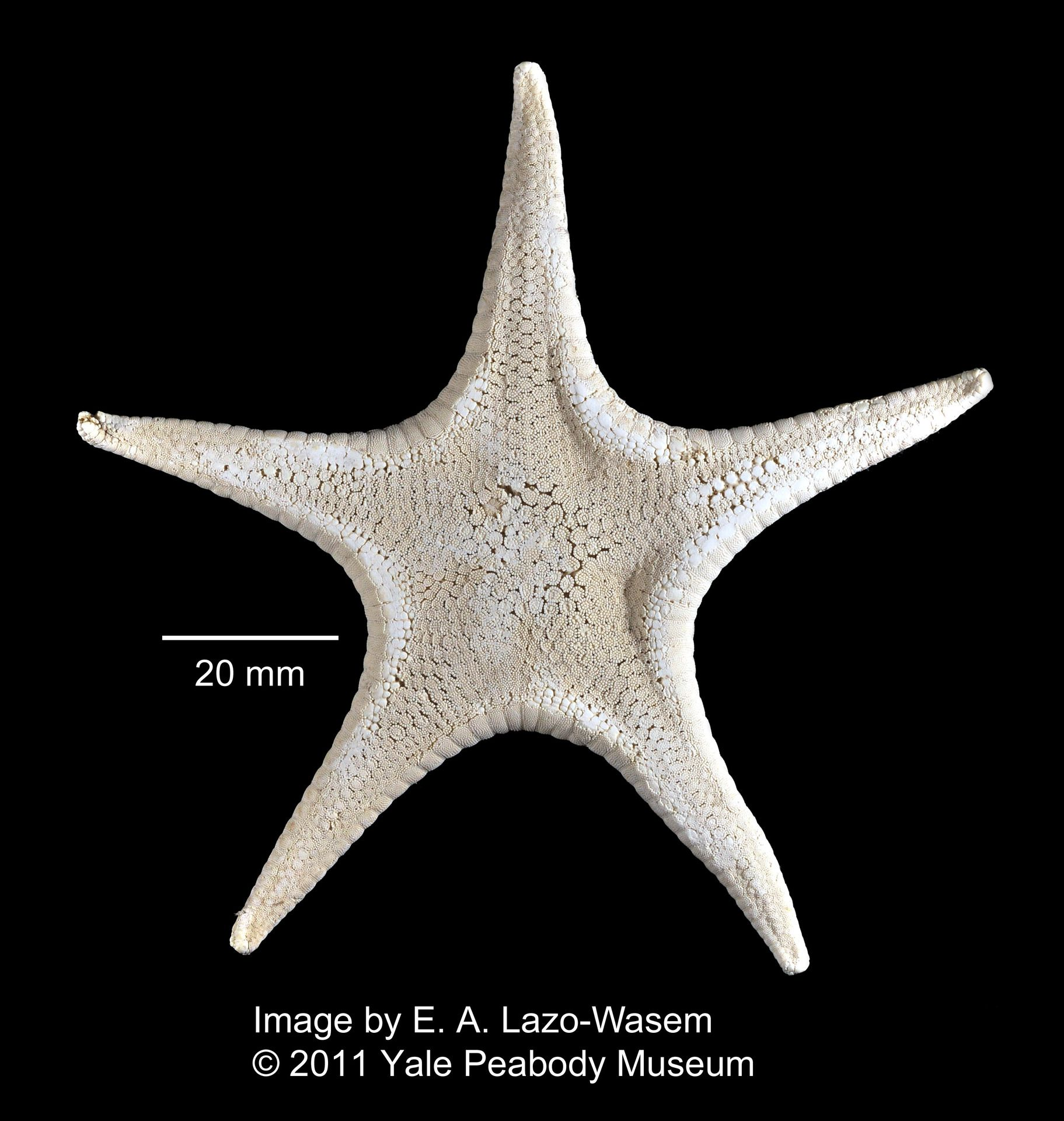
Mediaster aequalis
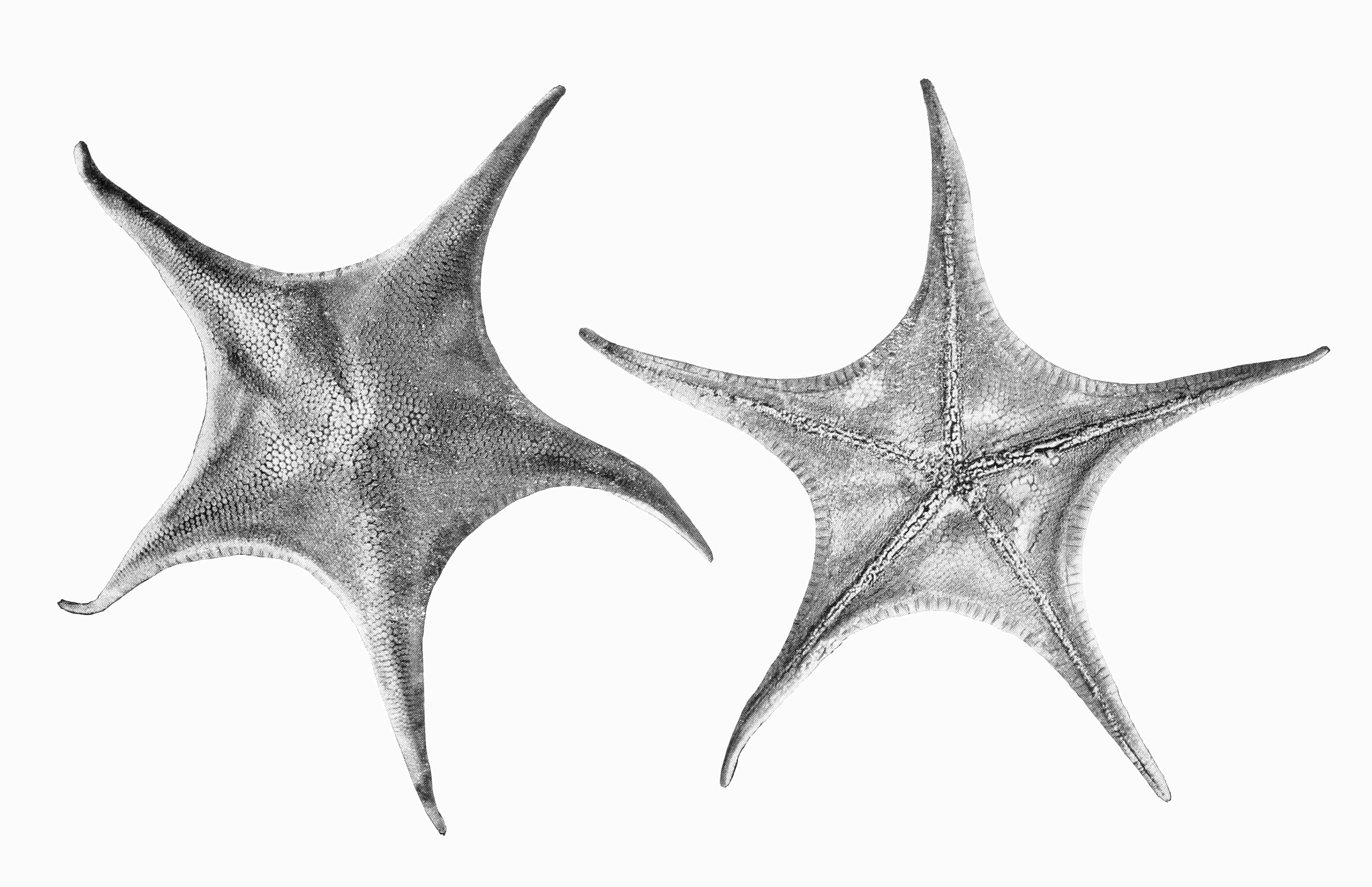
Mediaster australiensis
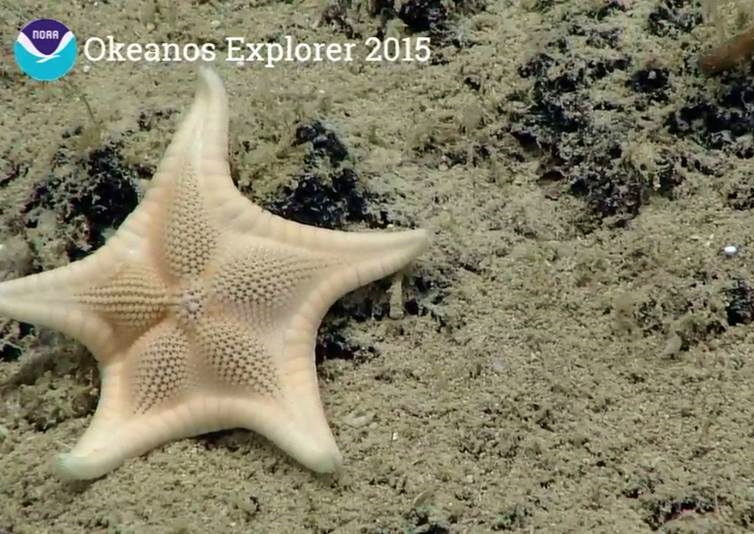
Mediaster bairdi
Mediaster capensis durbanensis
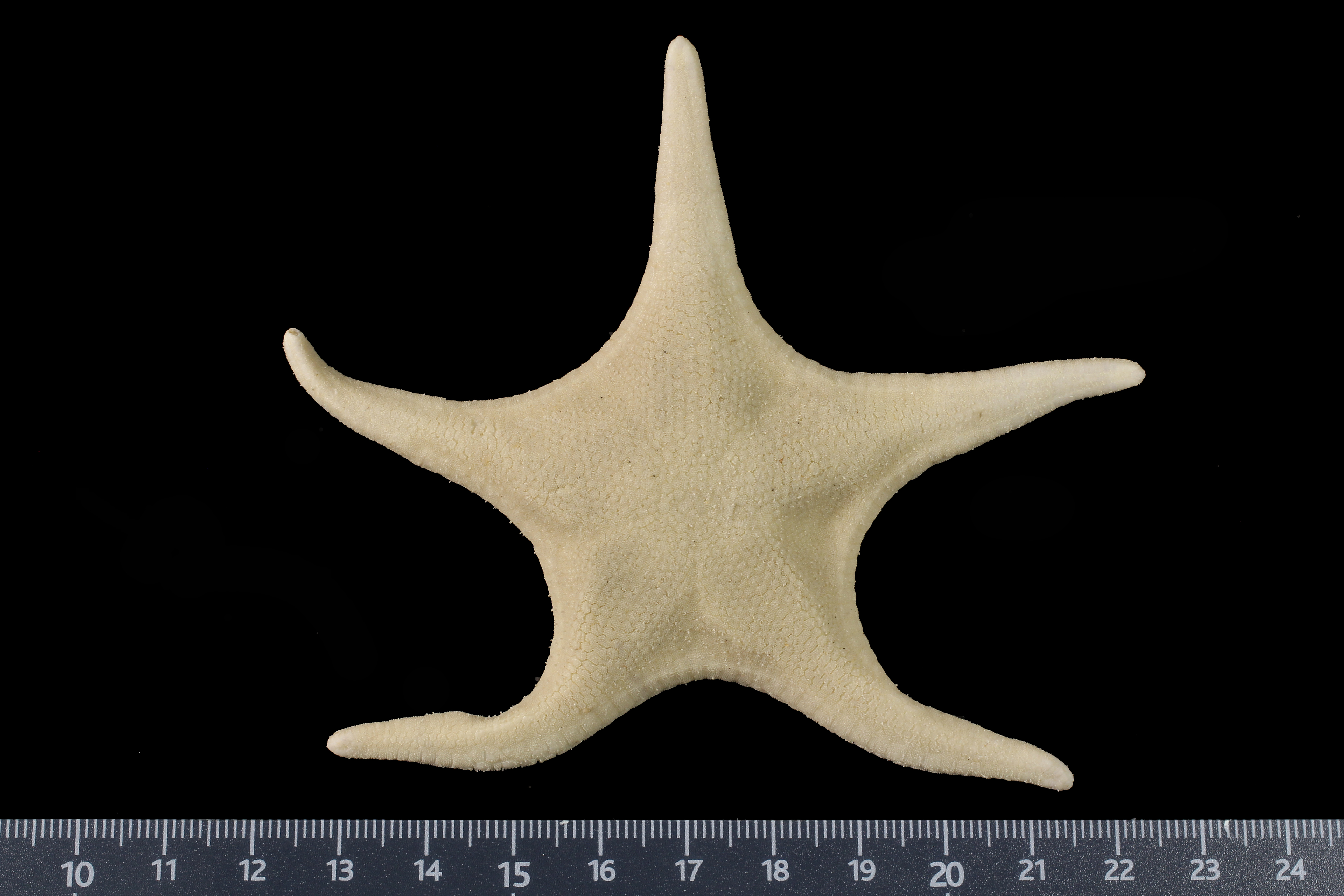
Mediaster mollis
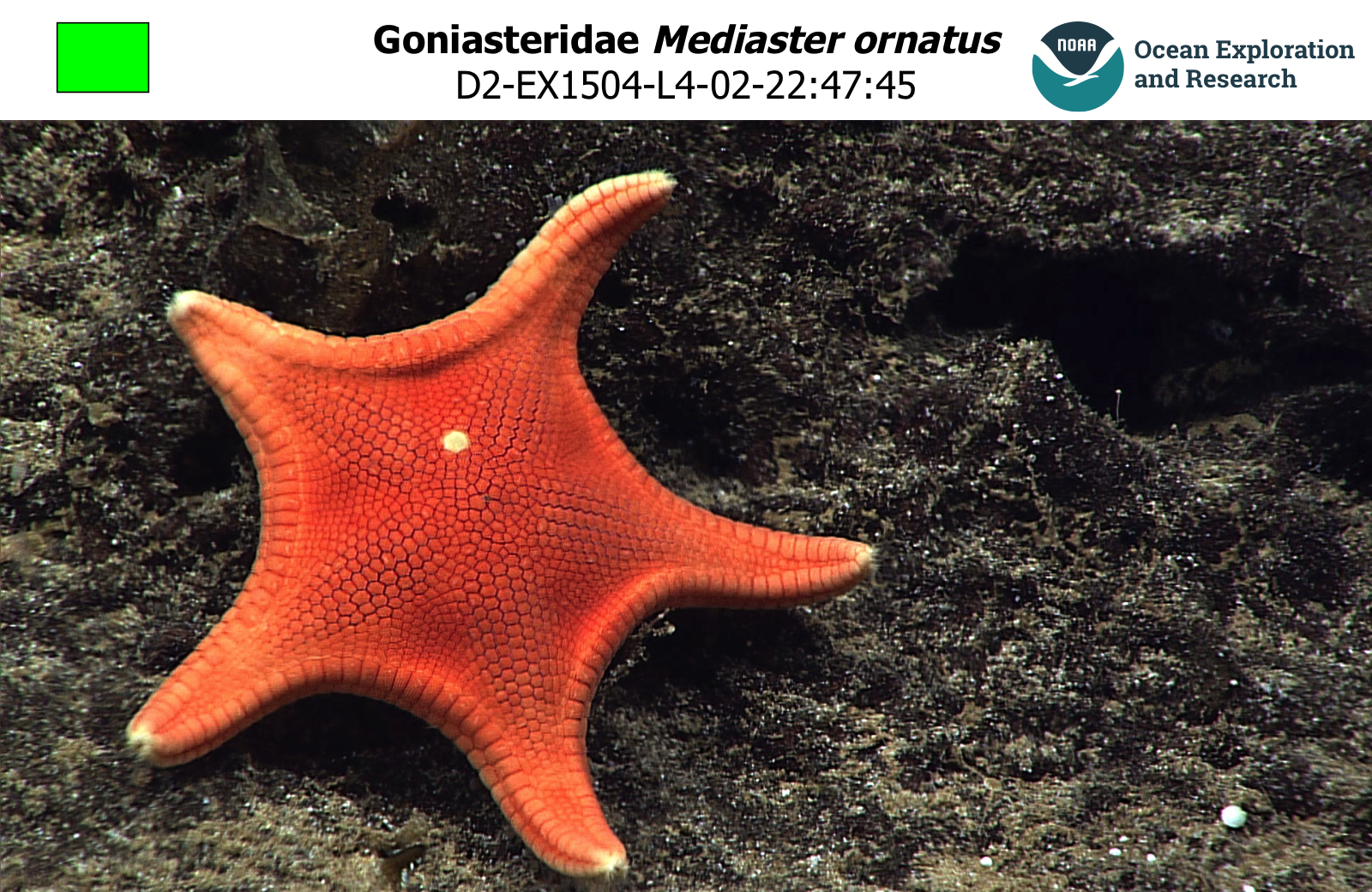
Mediaster ornatus
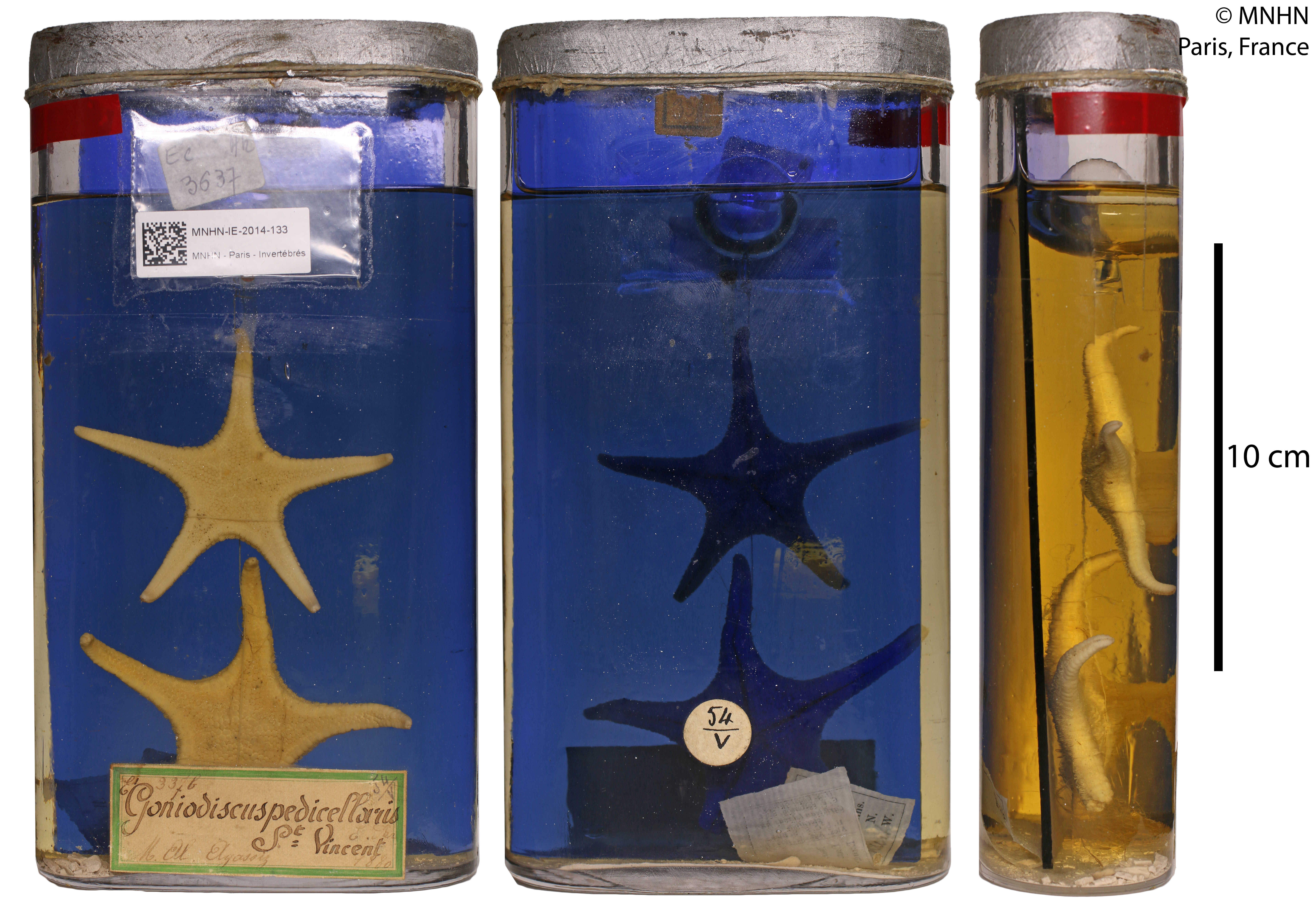
Mediaster pedicellaris
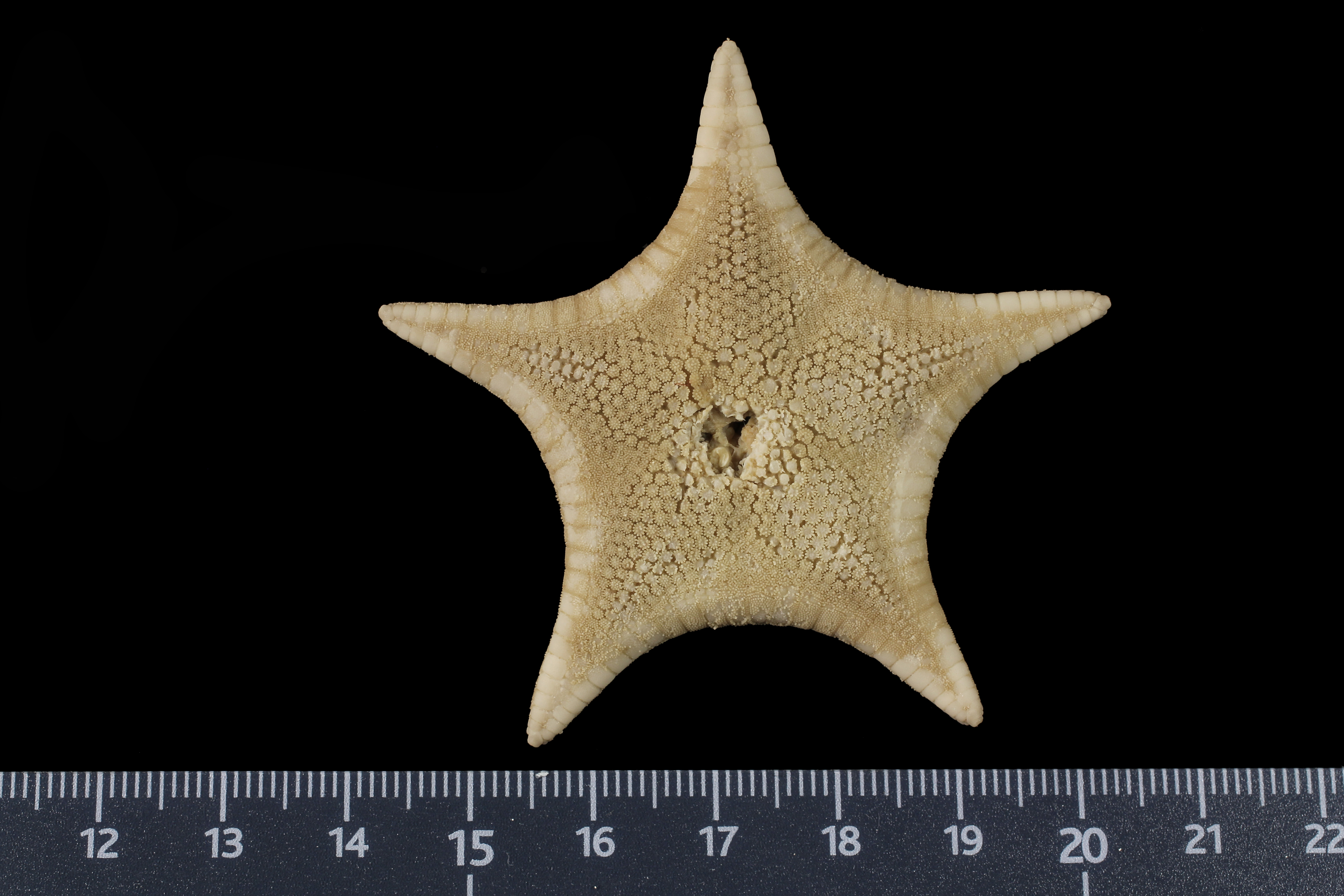
Mediaster setosus